# Fotsialanana
Fotsialanana è una città e comune del Madagascar situata nel distretto di Soanierana Ivongo, regione di Analanjirofo. 
La popolazione del comune rilevata nel 2001 era pari a 10 815 unità.